# Xbox Games商店
Xbox Games商店（原“Xbox Live Marketplace”）是微软游戏机Xbox的数字销售平台。服务中可下载、购买电子游戏，获取游戏扩展内容、游戏演示，以及玩家头像、界面主题等杂项内容。
早期服务可下载电影、剧集等视频内容，但到2012年年末时，这些业务由Xbox Music和Xbox Video接替。